# Distrito de Huamanguilla
El distrito de Huamanguilla es uno de los ocho que conforman la provincia de Huanta ubicada en el departamento de Ayacucho en el Sur del Perú.

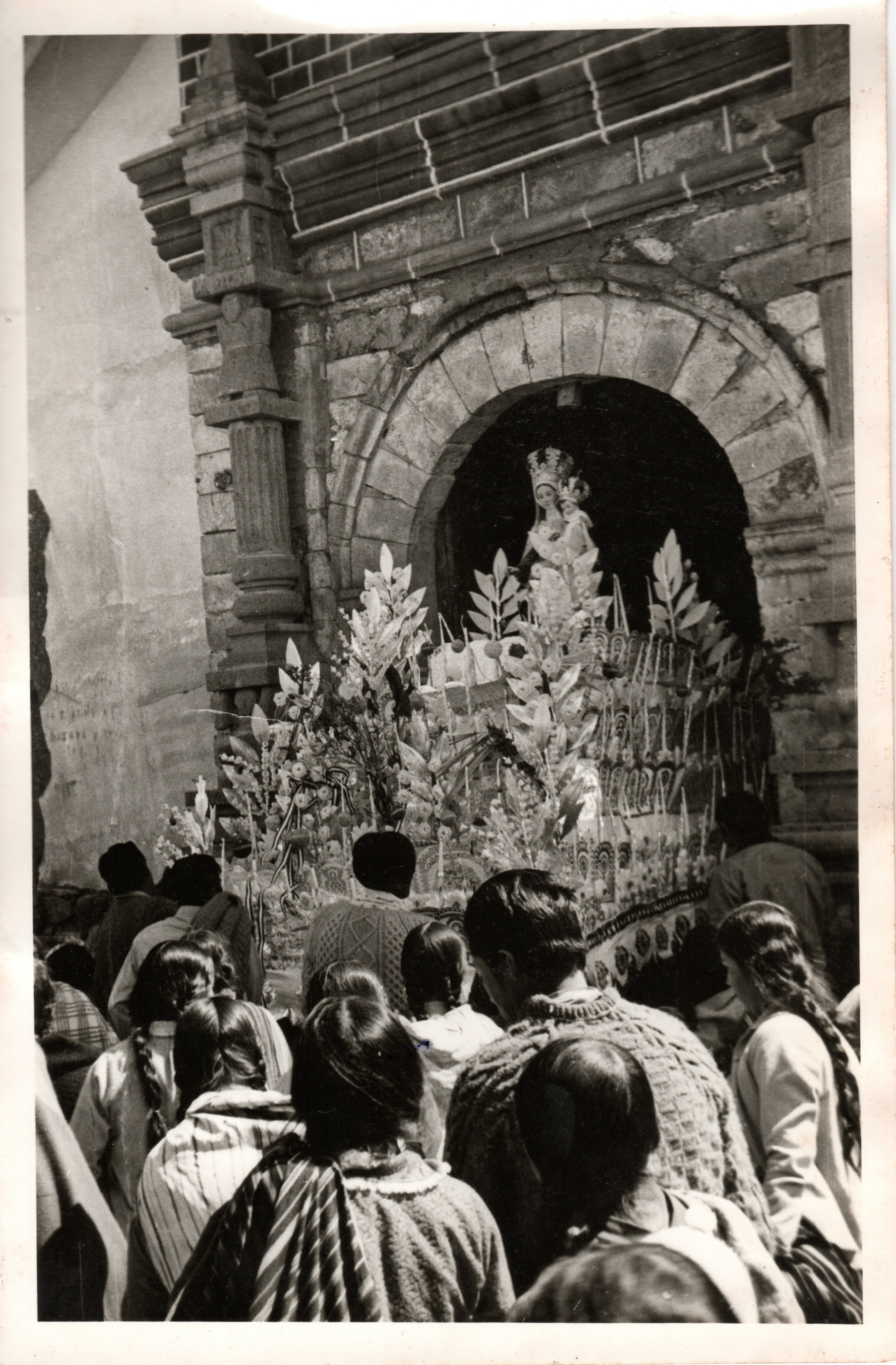
16 de julio de 1968

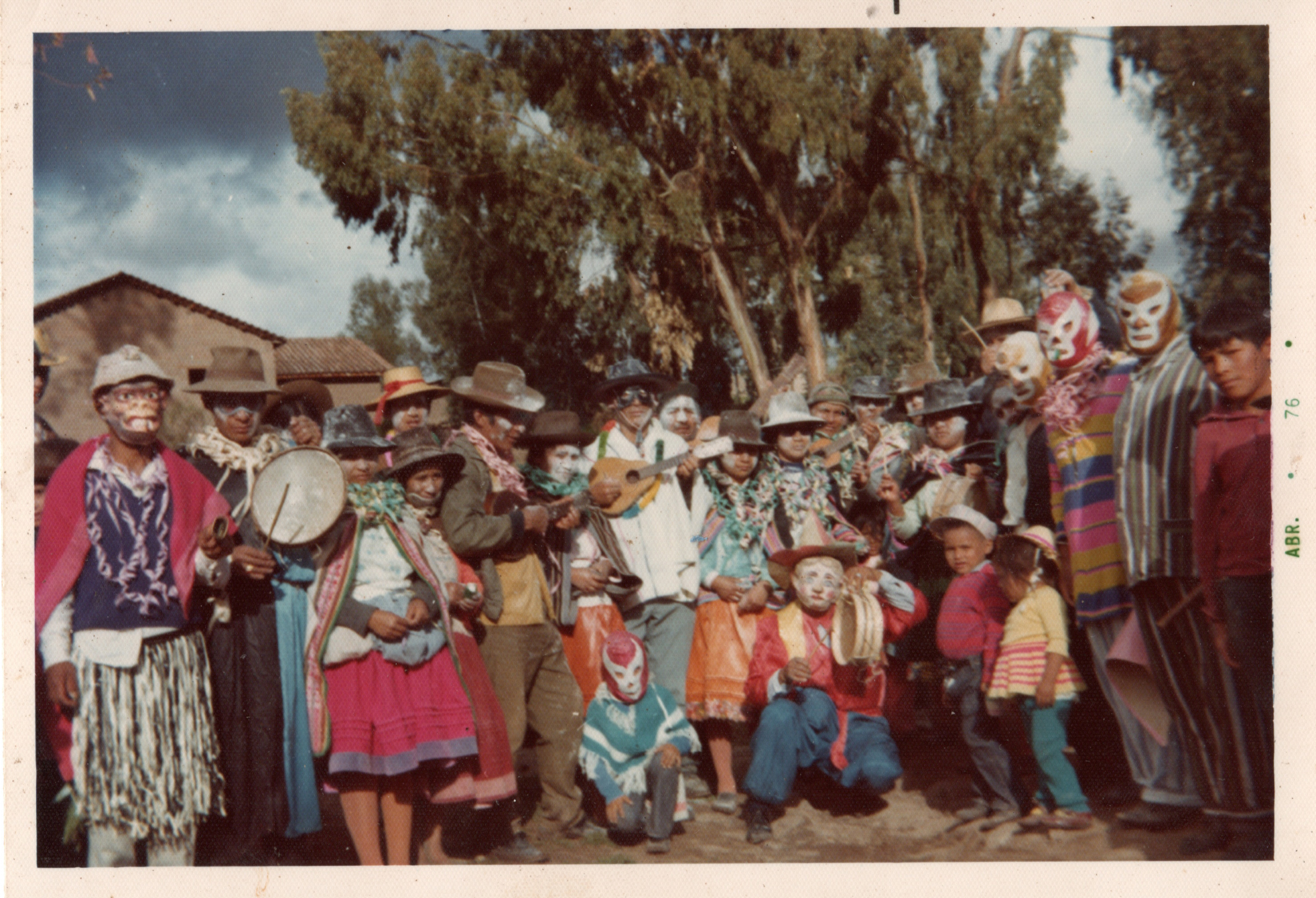
Comparsa carnavalera Huamanguillina - 1976

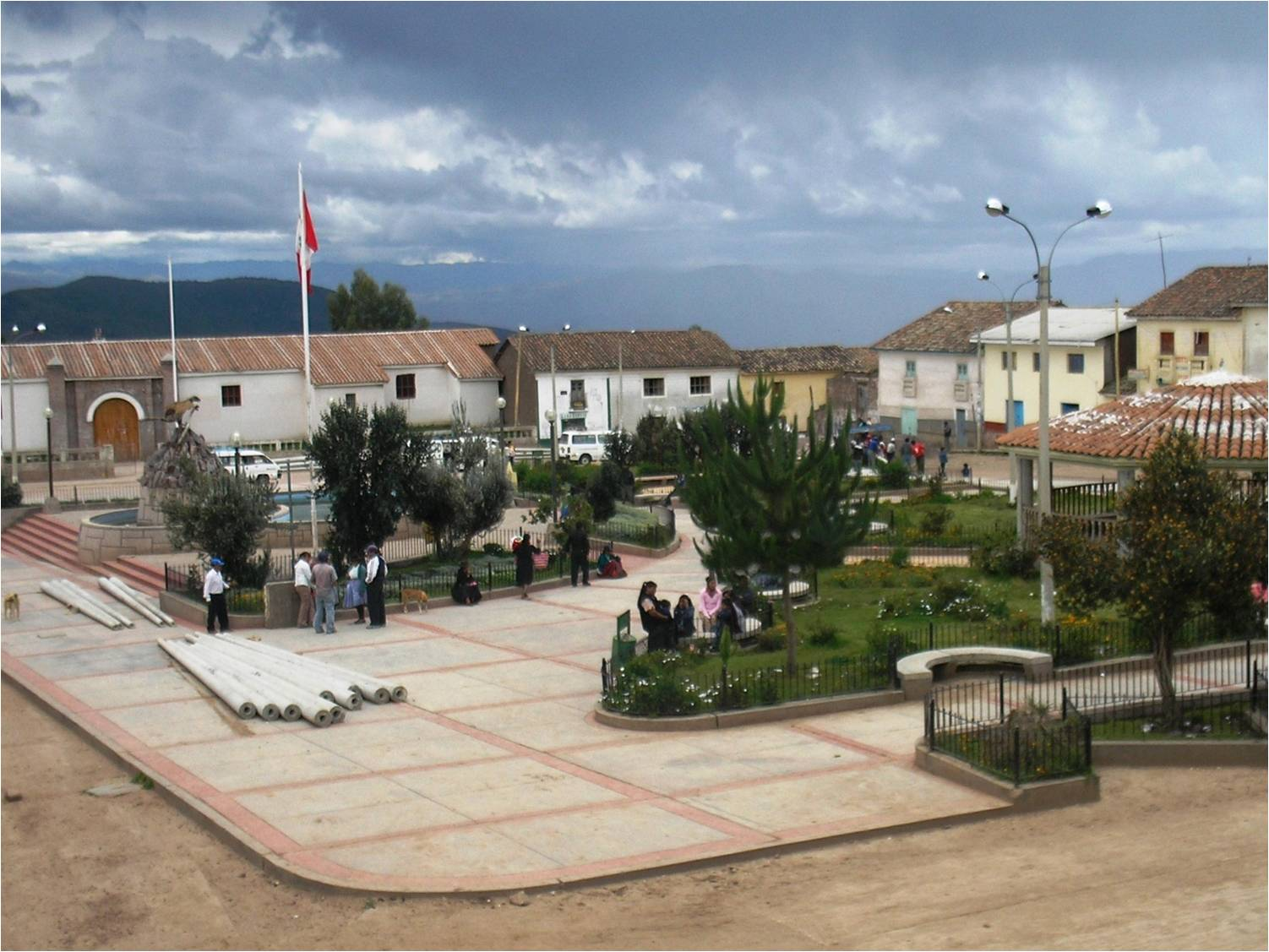
Plaza principal

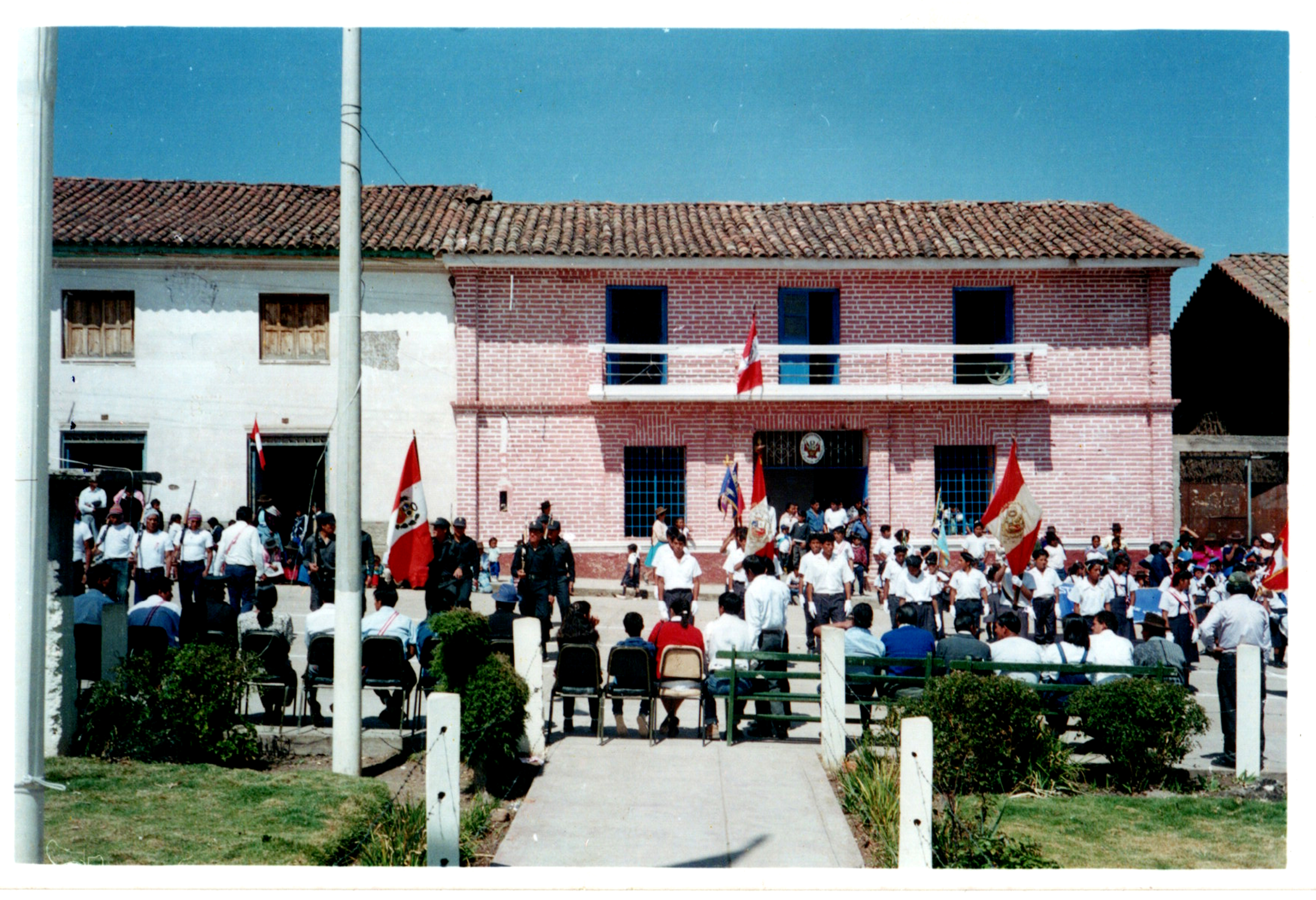
Palacio Municipal antiguo

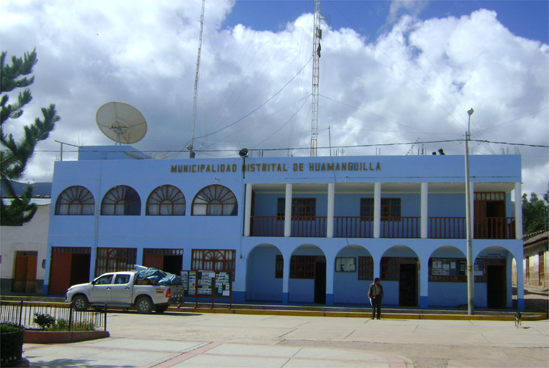
Palacio Municipal 1

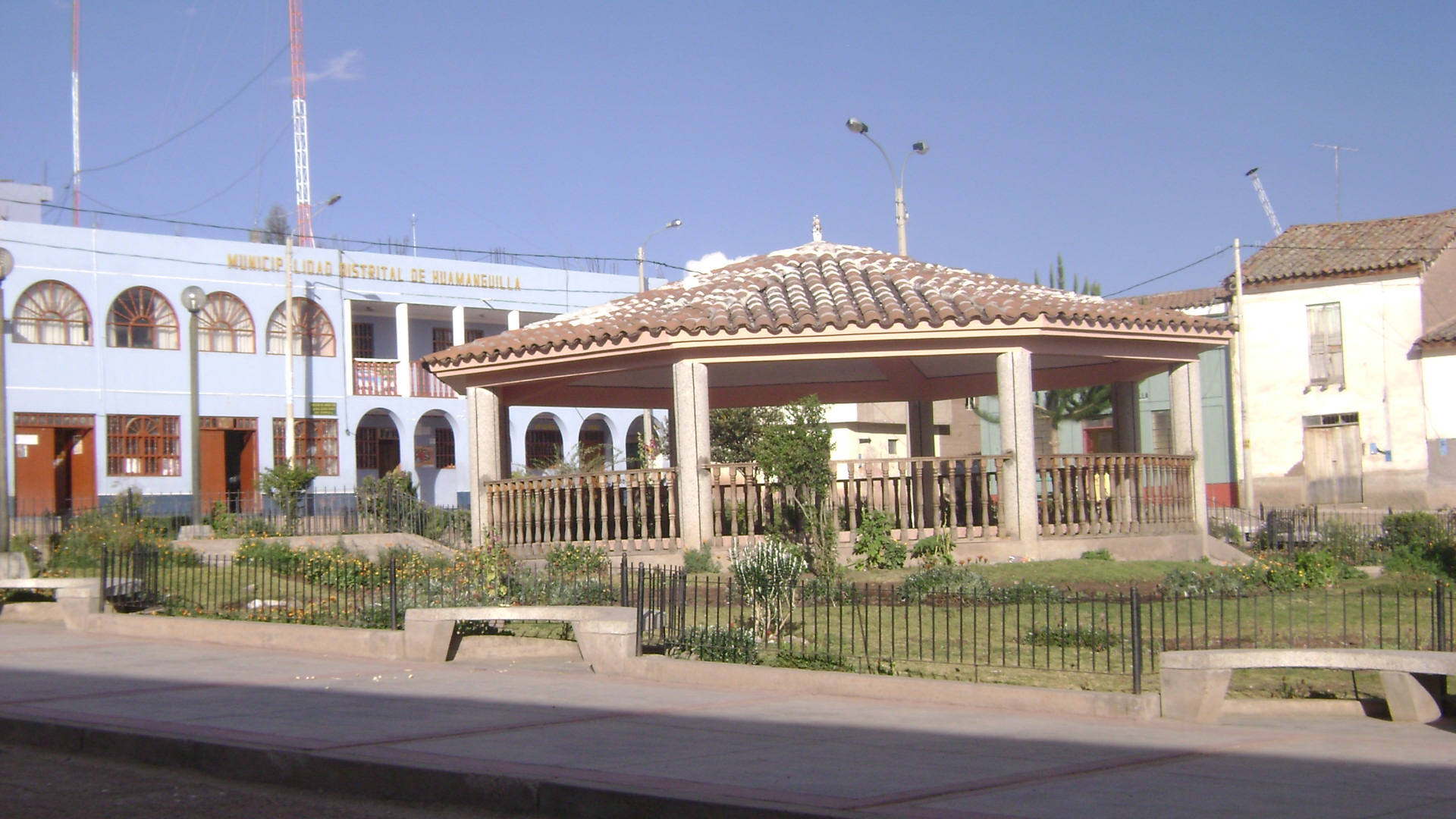
Glorieta de la plaza

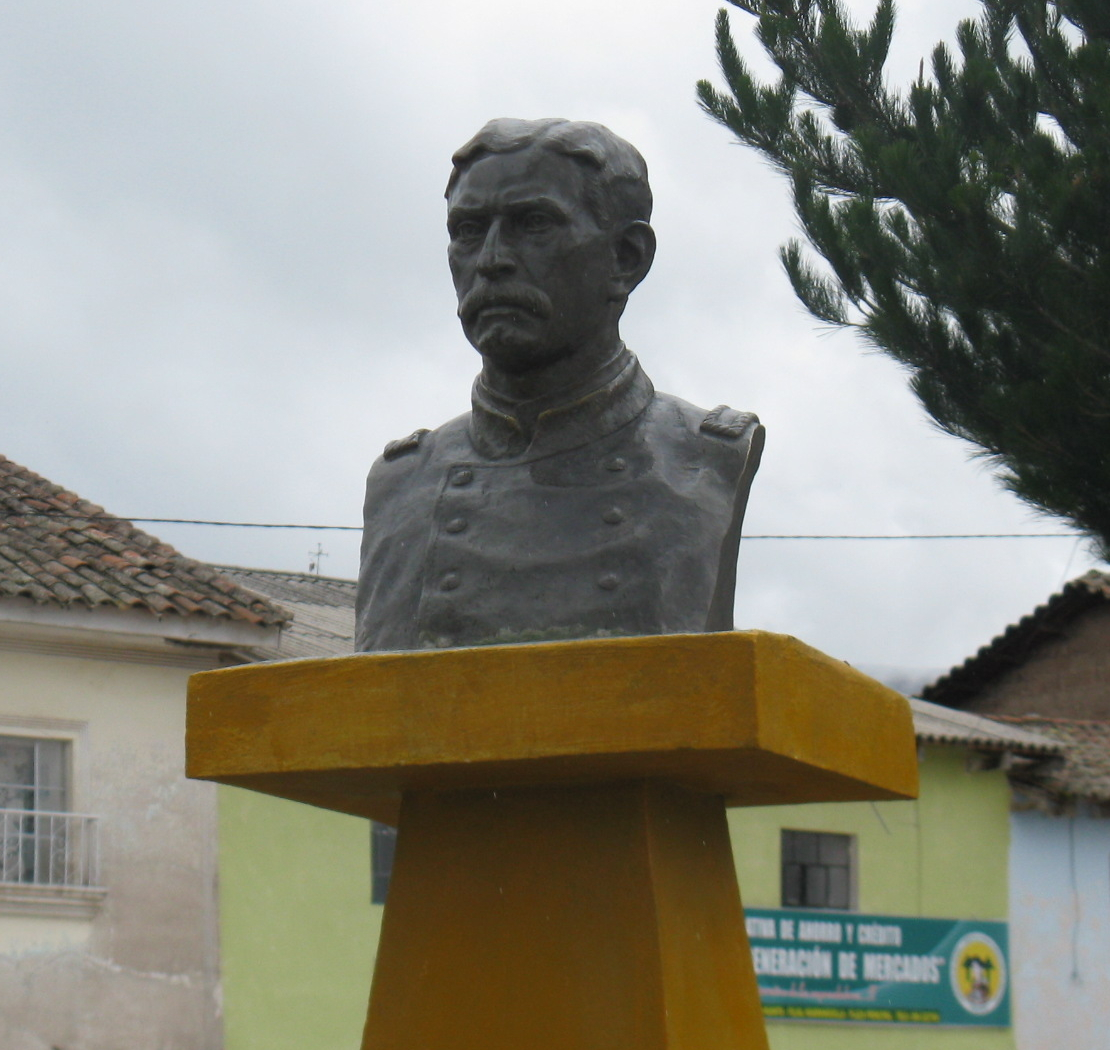
Heróe Huamanguillino Crnel. Mariano Sosa Lozano

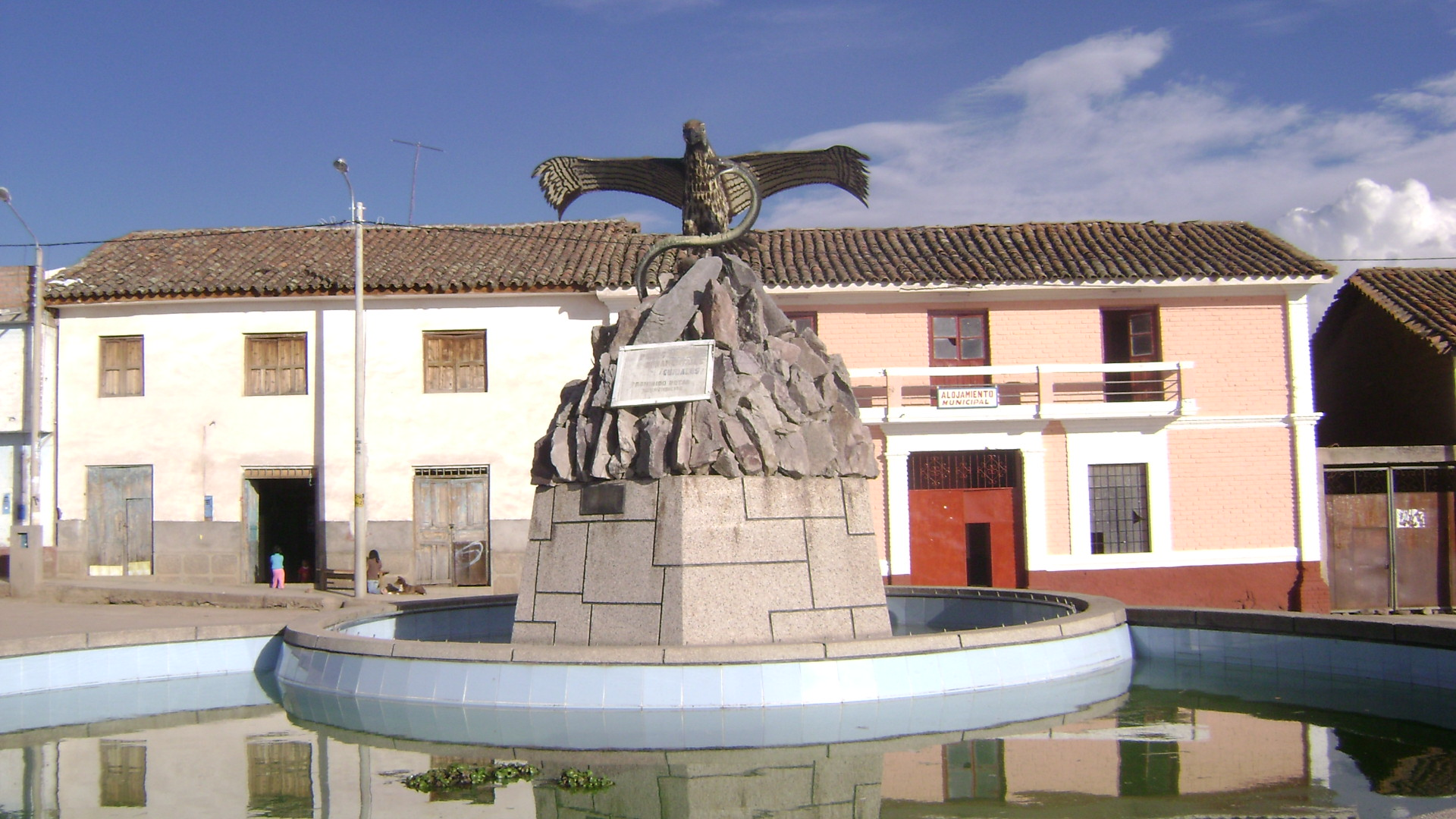
Halcón Huamán y Serpiente Amaru

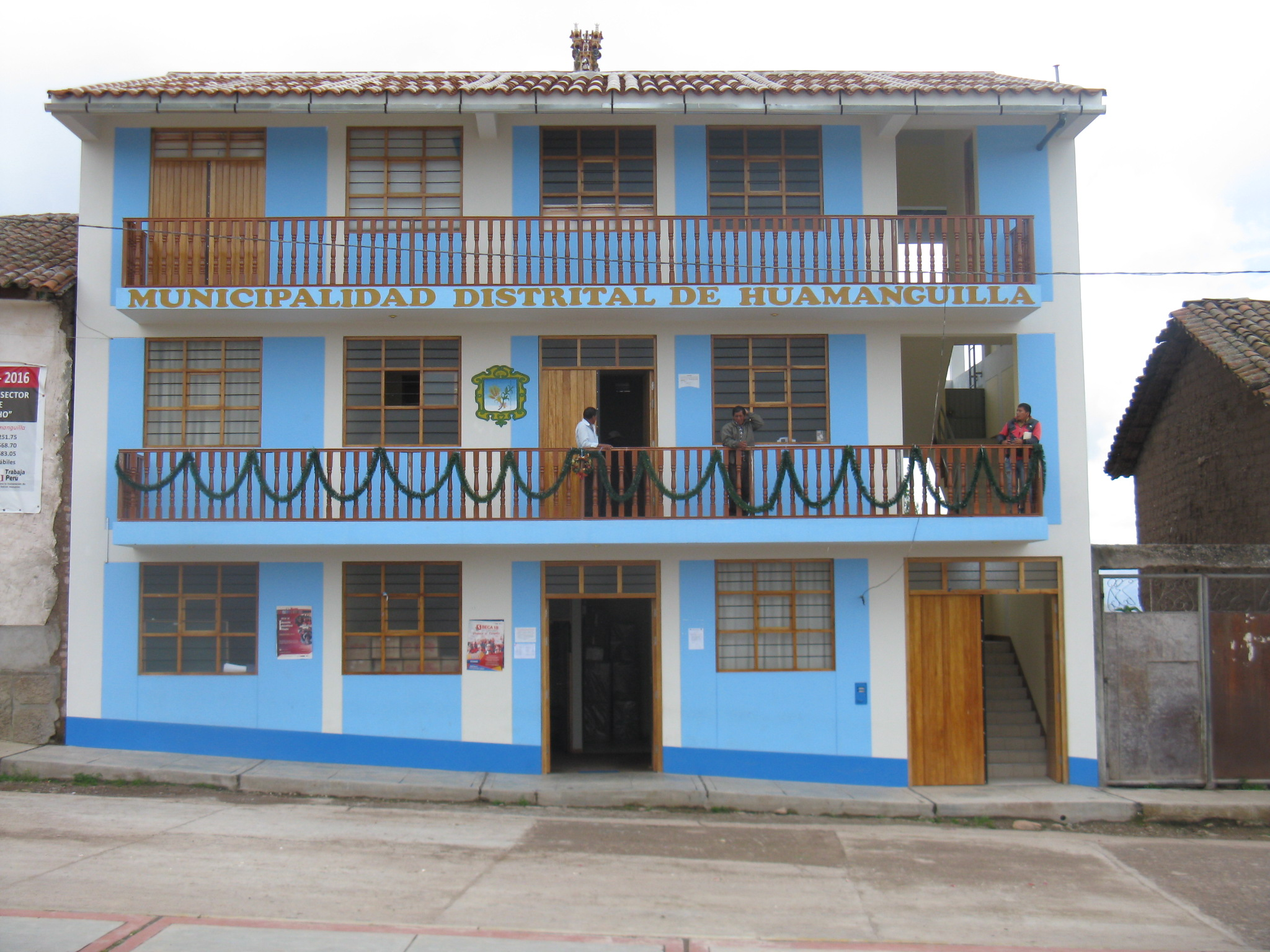
Palacio Municipal Actual

## Geografía
Huamanguilla está ubicada a 3 276 msnm. Su capital es el centro poblado de Huamanguilla.

## Clima
Huamanguilla se caracteriza por un clima templado y seco, con una marcada diferencia de la estación húmeda – lluviosa y la estación seca. La estación húmeda se presenta de diciembre a marzo, aunque las lluvias aparecen con menor intensidad desde setiembre y desaparecen en abril. La estación seca se produce en los meses de mayo a agosto durante los cuales también se produce una mayor insolación.
El distrito presenta un clima variado, característico de una zona de montaña, determinado por la variación altitudinal y por la heterogeneidad de la topografía; la característica principal de su clima es la disminución de la temperatura con la altitud, la intensa radiación solar y la dificultad para conservar el calor por la baja humedad atmosférica que determina a su vez los cambios drásticos de temperatura entre el día y la noche.
Las temperaturas máximas oscilan entre 22 °C y 27 °C y las mínimas entre 7 °C y 4 °C en las partes altas del distrito. En los meses de mayo a agosto los días son calurosos al sol y templados en la sombra con temperaturas superiores a 15 °C; pero las noches son frías llegando a los 4 °C.

## Historia

### Preincaica
Renombrados cronistas e historiadores como Cieza de León y el Inca Garcilaso de la Vega han señalado que también fue centro del antiguo poderío pokra.
Posteriormente se formó la Confederación pocra-chanka, en defensa del sostenimiento de los incas; pero nuevamente fueron vencidos y pasaron a formar del Tahuantinsuyo.

### Incanato
Durante este periodo, el octavo inca wiracocha, obligó al famoso jefe de los chancas Ancu-Huayllu a retirarse a mayo bamba, cuando de nuevo se sublevaron los pokras y los chancas, ya que sorprendieron a los gobernadores del inca a quienes mataron y colgaron sus cadáveres en el camino que se va de Ayacucho a Huanta en el sitio denominado Ayawarkuna. Luego que supo de este levantamiento, Wiracocha alistó su ejército al mando de Huaman Huarca.

### Conquista y Virreinato
Cuando el español Hernando de Soto se dirigía hacia la conquista de Cusco, encontró a un pueblo organizado y laborioso.
José de la Riva Agüero en su obra "paisajes peruanos" manifiesta lo siguiente:"El Marquez Pizarro encomendó primero a Alonso Alvarado y después a Francisco Cárdenas en 1539, el establecimiento de una villa española en la mitad de la ruta Lima-Cusco, para defenderse de las incursiones que desde la montaña hacían los incas comandados por Manco Inca". Por esta razón se llamó San Juan de la Frontera de Guamanga fundada el 29 de enero de 1539.
Huamanguilla durante los años de coloniaje conformó la encomienda de don Diego Gavilán, Viejo invasor que delineó con su espada la plaza de armas de Huanta.
Durante el virreinato perteneció al corregimiento de San Pedro de Huanta y fue cabeza de los anexos de San Marcos de Chiwa, Pacaycasa y Macachacra.

### Emancipación y República
En la vida republicana, Huamanguilla se estableció como distrito desde el 2 de enero de 1857, mediante la ley dictada por la Convención Nacional. Finalmente el 30 de septiembre de 1908 fue promovido al título de Villa por la ley n.º 763; de esta manera Huamanguilla pasó a la historia como la Primera Huamanga fundada por los españoles.

### Conflicto armado
Al iniciar sus acciones el Sendero Luminoso hacia los años 80, tomó casi todo el territorio del distrito de Huamanguilla, fue una de las zonas más afectadas. Esta violencia sociopolítica agudizó más la pobreza en la zona, muchos agricultores migraron a las ciudades de Huamanga y Lima dejando casi todas sus pertenencias, ofertando terrenos y viviendas. Según testiminios hubo muchas desapariciones y asesinatos.

### Casos reportados a la CVR y otros
1981:
- Efectivos de las Fuerzas Policiales detuvieron a Teodoro Torres Garay y lo condujeron a la base de Huamanguilla, donde fue torturado. Luego fue trasladado al estadio de Huanta junto con otras 30 personas detenidas. Allí fue torturado obligándolo a comer ají. Luego fue liberado por orden del coronel.

1982:
- Aproximadamente a las nueve de la mañana, en Chillcaccasa, distrito de Huamanguilla, miembros de un grupo no determinado, ingresaron a la vivienda de Marcos Sulca Ramos y lo detuvieron. Se lo llevaron hacia la localidad de Compañía, en el distrito de Pacaycasa donde lo asesinaron de tres disparos. Su cadáver fue devorado por los perros.
- 6 de diciembre, el alcalde del pueblo, Artemio Palomino del partido acción popular y otros dos habitantes son fusilados en la plaza pública. El alcalde muere y los otros dos quedan gravemente heridos. Los autores del hecho son militantes senderistas.

1983:
- Fuerzas combinadas de la PIP y las Fuerzas Armadas detuvieron a Juan Eleodoro Oré Calle (34) quien llegó desde Lima a visitar a su madre. Durante la detención Juan Eleodoro fue golpeado. Desde ese momento se desconoce su paradero.
- Miembros de las Fuerzas Armadas ingresaron a la vivienda de la familia Condori en Huamanguilla y detuvieron a Filiberto Condori Zamora, quien fue llevado semidesnudo al destacamento de esa localidad, donde también llevaron a Fortunato De la Cruz Cuadros, Ferre De la Cruz Valdivia y Carhuaypiña Huamán. Fortunato De la Cruz fue liberado cinco días después, mientras que a Filiberto Condori lo condujeron a otro sitio. Al momento de buscarlo, su esposa encontró algunas fosas comunes. En uno denominado Ayahuarcuna, encontró el cadáver de una mujer cuyos senos fueron cortados.
- Es asesinado el candidato de Acción Popular a la alcaldía de distrito.

1984:
- A las nueve de la noche, en Pacucro, distrito de Huamanguilla, entre 15 y 20 presuntos integrantes del PCP-SL, encapuchados y armados con cuchillos, machetes y armas de fuego, realizaron una incursión en la que asesinaron a aproximadamente 43 personas. De todas las víctimas sólo siete son identificadas. Este es el caso de Teodosia Rojas, Casimira Rojas, Epifania Pariona Hinostroza, Inés Rojas Pariona, Felícitas Auccapuclla Enciso, entre otros. Los senderistas se mantuvieron en el centro poblado mencionado por espacio de dos horas. Se marcharon luego haberse apropiado de productos, enseres y animales.
- En la localidad de Tayancayocc del distrito de Huamanguilla, miembros del PCP-SL realizaron una incursión y posteriormente un ataque con armas de fuego y granadas. Durante la acción murió Marcelina Torres Quispe, junto con otras cuatro personas no identificadas.
- El comandante de la Marina de Guerra de la zona detuvo a una mujer identificada, con la ayuda del teniente gobernador y de un compañero suyo, y luego, la violó. Desde entonces se desconoce su paradero.
- Alrededor de 200 miembros del PCP-SL cercaron las cuatro esquinas de la plaza y convocaron a una reunión. Sacaron a la gente de sus casas y amarraron con un cable al alcalde, Juan Contreras Marmolejo, al juez de Paz, Filomón Delgado, Artemio Palomino Ayala y a otra persona no identificada. Luego los asesinaron cortándoles el cuello con un cuchillo. Antes de irse los senderistas gritaron «Hemos venido a matar a estos Yana Umas. A ustedes también los vamos a matar».
- Miembros de las Fuerzas de Orden llegaron en helicóptero y se instalaron en el colegio del lugar, luego iniciaron una persecución contra un senderista de la zona; cuando llegaron al domicilio de este, no lo encontraron, pero procedieron a incendiar su casa. En esta misma oportunidad ejecutaron a una señora de apellido Huamán y mataron a machetazos a Francisco Yupari Ventura, a quien después le extrajeron el corazón y la lengua.
- A las cuatro de la tarde, en el distrito de Huamanguilla, miembros de las Fuerzas Armadas ingresaron al colegio "San Juan De la Frontera" y detuvieron a Carlos Zamora Enciso. Le pusieron un poncho de jebe y una capucha, y lo llevaron ante su padre, Tomás Aquino Zamora Sosa, en la localidad de ichupata. Capturaron a Tomás y los llevaron a ambos, padre e hijo, a Huamanguilla. Culparon a Zamora Sosa de manipular a sus hijos y de haber participado en reuniones de subversivos. A las tres horas, Tomás fue liberado, pero Carlos permaneció encerrado junto con ocho comuneros en el local municipal. A las cuatro de la mañana los militares enmarrocaron a los detenidos, los llevaron a la localidad Runtuhuillca y los asesinaron cortándoles el cuello con un cuchillo.
- Ciprian De la Cruz Sulca (31) y su pequeño hijo, Percy De la Cruz Zevallos (05) fueron detenidos por miembros de la PIP. El 12/07/1984, los familiares se encontraron con un joven que les dijo haber estado detenido con Ciprian y Percy pero que no sabía el paradero de ambos. Al día siguiente los cuerpos de ambos fueron encontrados en la Morgue de Huanta junto a otros 17 cadáveres.
- Fuerzas combinadas de las Fuerzas Policiales y las Fuerzas Armadas incursionaron a las 5 p. m. en la casa de Teófilo Bonifacio, teniente alcalde del distrito de Huamanguilla. Mediante maltratos lo detuvieron y condujeron al puesto policial de la localidad. Al parecer fue conducido posteriormente al cuartel "Los Cabitos" de Huamanga. Hasta la fecha no se conoce su paradero. Ese mismo día también fueron detenidos por los mismos agentes Gilberto Mauricio, Juan Mauricio y Casiano Mauricio. También se encuentran en calidad de desaparecidos.
- Teodosio Oriundo, junto a otra persona no identificada, fue llevado muerto a la plaza por los ronderos de dicho lugar, quienes se encontraban en estado de ebriedad. En este lugar la esposa de Teodosio logró reconocer el cadáver y enterrarlo en la zona conocida como Tarapata. Se sospecha que los responsables de su muerte fueron los mismos ronderos. Tres días después, la esposa de la víctima trajo a la localidad a un juez de Huanta para investigar el hecho, pero el cuerpo había sido exhumado. Al reclamar al puesto policial del lugar, fue amenazada y el cuerpo no pudo ser encontrado.
- En la comunidad de Pacchancca, en el distrito de Huamanguilla, 15 integrantes de las Fuerzas Armadas ingresaron al domicilio de la familia Sayas Gálvez con el objetivo de detener y llevarse a Claudio Sayas Delgado y a su hijo Herminio con rumbo a Huamanguilla, donde se encontraba un cuartel. Llegado a ese lugar fueron subidos a una tanqueta, amarrados y tapados con un costal negro y conducidos al cuartel de infantes de la marina en Huanta, luego de algunos días fueron trasladados al cuartel Los Cabitos, en la provincia de Huamanga. Hasta la fecha ambas víctimas se encuentran en la condición de desaparecidos.
- 15 de julio, Más de 25 cadáveres son encontrados en la carretera de Huamanguilla a Quinua Paclla (40 km al este de Ayacucho). Presentan huellas de torturas. Según El Comercio (17.07.84), se identificó a Máximo Jasonja, Clímaco Valdivia Calle, Benites Huamán, Francisco Chupan, Víctor Huamán Álvarez, Prudencio Amaro (13), Eugenio Torres Calle (45), Marcelino Calle, Carlos Zamora Enciso 813), Marcelino Cahuín (51) y Humberto Matínez Conde (profesor del colegio La Libertad de Quinua).
- 10 de setiembre, en Pacucro, distrito de Huamanguilla, miembros del PCP-SL engañaron y atrajeron a Dionisio Cárdenas con un ruido de silbato, que era la forma de comunicarse de los ronderos. Luego lo asesinaron con un cuchillo y golpeándole la cabeza con piedras. Luego procedieron a quemar las casas, el ganado y los sembríos de los pobladores. Esa noche también asesinaron a Moisés Amao, Ezequiel Ruiz, Marcelina Salazar, Julio Cárdenas y a Lucila Rua, a quien le mutilaron los senos. A Mario Auqapuclla lo hirieron con un cuchillo.
- 8 de noviembre, a las 11:00 p. m. en el distrito de Huamanguilla Nicolás Quispe Marmolejo fue detenido por miembros de las Fuerzas Armadas cuando se encontraba en su centro de trabajo. Fue conducido en un vehículo, con los ojos tapados, a un lugar desconocido junto con otras personas, con quienes permaneció atado. Nicolás Quispe fue colgado, lo golpearon en el estómago y la espalda con un revólver. Se le cayó la venda de los ojos por un momento, y pudo ver cómo le cortaban un dedo a uno de los detenidos. Al día siguiente, los llevaron a todos a la base militar de Castro Pampa; así pudo notar que estaba junto a otras 15 personas. Además, fue testigo de la violación de una mujer gestante a manos de unos militares. Salió en libertad luego de cuatro días.
- 13 de noviembre, una fosa común con 15 cadáveres es encontrada en la zona de Huamanguilla. Según Expreso, con esta tumba suman 136 los muertos encontrados en esa localidad, donde anteriormente se descubrieron otros entierros clandestinos.

1985:
- En Samborcancha, Huamanguilla, distrito de Huanta, Moises Huamán Quispe fue muerto en un enfrentamiento, junto con otros 24 ronderos de Huamanguilla. Se enfrentaron a miembros del PCP-SL.
- Setiembre, miembros del PCP-SL incursionaron en Chullccupampa, en el distrito de Huamanguilla, y asesinaron a Juan Torres Acevedo, quien fue quemado en su casa. Ese día también murieron Baltazar Huamán y Abelardo García.

1986:
- Febrero, en el trayecto entre el distrito de Ayacucho y el de Huamanguilla miembros de PCP-SL detuvieron el carro en que viajaba Porfirio Nuñez. Lo hicieron bajar y luego lo asesinaron. Se desconocen más detalles.
- 30 de mayo, en Huaribamba, distrito de Huamanguilla, 20 miembros del PCP-SL irrumpieron en la casa de Lucía Gallegos Ochoa (17). Luego de permanecer allí tres horas, amarraron a la familia, robaron tres vacas y ropa, y secuestraron a la joven. Se marcharon a las alturas de Yanahuaccra, distrito de Sancos. Hasta el momento se desconoce el paradero de Lucia.
- 25 de setiembre, dos trabajadores de la CORDE- Ayacucho y el candidato aprista por el concejo de Huamanguilla, Metodio Cuadros, son secuestrados por un grupo de subversivos. Al día siguiente, los cadáveres de los dos primeros son hallados degollados cerca de una represa en la localidad de Huamanguilla, Huanta. La modalidad de secuestro y asesinato empleado por Sendero Luminoso es nueva.
- 26 de setiembre, entre cinco y seis miembros del PCP-SL interceptaron a Paulino Nolazco Enríquez junto con 30 compañeros de trabajo cuando regresaban de la ciudad de Ayacucho, los senderistas utilizaron a unos niños quienes colocaron piedras en el camino, por lo que los vehículos en que viajaban tuvieron que detenerse, los senderistas ordenaron a los obreros que tomaran sus herramientas. Paulino Nolazco no logró agarrar ninguna, por lo que fue nombrado responsable de las obras y le amarraron las manos, de igual modo procedieron con un ingeniero apellidado Vargas; ambos fueron conducidos al cerro Yanahuaccra en el mismo distrito, donde les cortaron el cuello. Probablemente, fueron torturados. Al día siguiente, el cadáver de Paulino Nolazco fue hallado. Los demás trabajadores fueron dejados en libertad.

1988:
- 22 de noviembre, a las cuatro de la mañana, en Huaribamba, distrito de Huamanguilla, aproximadamente 40 miembros del PCP-SL realizaron una incursión en la que cuatro de ellos sacaron de su domicilio que era miembro del CAD Antonio Auccapuclla Espinoza (48) y lo asesinaron disparándole dos veces en la cabeza. Sobre su cadáver dejaron un cartel que decía «a todos los vamos a matar» y junto a él tiraron un perro muerto. Ese mismo día los senderistas asesinaron a una persona no identificada en el anexo de Quencha.
- 6 de diciembre, Senderistas asesinan a un joven rondero en la zona llamado Tomapampa, es identificado como Tomás Espinoza Cahuin, la víctima advirtió la presencia de los subversivos y los siguió para ubicar su paradero; sin embargo, los sediciosos se escondieron para disparalo. Fallece en el mismo lugar.

1989:
- 22 de enero, los hermanos Alipio (27) y Agustín (29) Quispe de la Cruz y sus sobrinos, Kiko y Noé Huamán Marmolejo, salieron de sus viviendas con dirección a la feria dominical. En el camino fueron interceptados por alrededor de 12 presuntos miembros del PCP-SL. Las víctimas, que llevaban seis toros para negociarlos en la feria, fueron secuestradas por los subversivos. Estos les quitaron su dinero y golpearon a los dos adultos durante dos horas, porque Alipio pertenecía al comité de autodefensa del distrito de Huamanguilla y dos días atrás debido al asesinato de una vecina de la localidad, los miembros del comité los habían perseguido con cuchillos, escopetas y otras armas. Después de golpear a Alipio y Agustín Quispe de la Cruz, los subversivos les pusieron un trapo negro en la boca y les dispararon con un revólver. Luego se llevaron a los animales. Los dos niños fueron liberados en Macachacra y fueron amenazados para que no contaran lo sucedido.
- 20 de febrero, miembros del PCP-SL asesinaron a Ana de Huayllahuamán . Se desconocen más detalles del hecho.

1990:
- 29 enero, a las 11 de la noche, en la comunidad de Ichupata, en el distrito de Huamanguilla, incursionaron aproximadamente 300 integrantes del PCP-SL. Los ronderos de esa localidad reguardaban la zona de Belenpata, al notar la presencia de los senderistas el rondero Saturnino Lozano comenzó a tocar su silbato como señal de alarma. Uno de los terroristas se acercó a él y le disparó dos veces en la cabeza, causándole la muerte.
- Mayo, cuatro integrantes del PCP-SL comandados por una mujer identificada, llegaron a Tenería, en el distrito de Huamanguilla, e ingresaron a casa de Gregoria Mauricio Oré, quien se encontraba sola en ese momento. La amenazaron de muerte, le pisaron las manos, la golpearon con una correa y le amarraron los pies y las manos a un lado de la cama, lo que le provocó fracturas en las manos. Antes de retirarse, los subversivos rebuscaron su casa y se llevaron algunas cosas, así como sus vacas.

1992:
- 06 octubre, en Tenería, distrito de Huamanguilla, miembros del PCP-SL interceptaron a Gaspar Huamán Quispe, miembro del CAD del centro poblado mencionado, cuando éste regresaba a su casa después del enfrentamiento que se produjo entre estos dos grupos. Lo golpearon durante casi media hora y le dispararon a la altura de la cadera. Huamán murió en el trayecto al hospital. En el camino, fueron encontrados los cadáveres de Francisca Huamán Ccarhuaypiña y de Juan Torres Torres, quienes también habían sido asesinados por el PCP-SL.

### Actualidad
Más adelante, cuando se restableció la paz, inició el progresivo retorno de la población y en general se experimenta un proceso de resurgimiento. Hoy en día las autoridades vienen generando un desarrollo sostenible en bien de la población brindándoles servicios básicos(agua y electricidad, infraestructura: educativa, salud, vial y agropecuaria. Hoy en día las autoridades trabajan arduamente en realizar más obras en favor de la población realizando grades obras como la represa de Carnicería-Pampa, la cual elevará la producción de muchos productos agrícolas principalmente en los lugares donde no llegaba agua para riego.

## Educación
El distrito cuenta con las siguientes instituciones educativas:
- I.E. San Juan de la Frontera (Nivel Secundario)
- I.E. Mariano Sosa Lozano (Nivel Secundario)
- I.E. San Antonio (Nivel Primario)
- I.E. Virgen del Carmen (Nivel primario)

## Autoridades

### Municipales
- 2023 - 2026[1]
  - Alcalde: Elmer Espinoza Yaranga, de Agua.
  - Regidores:

  1. Mariano Quispe Chaucca (Agua)
  2. Evacita García Oré (Agua)
  3. Alipio Atao Oré (Agua)
  4. Lucha Isidro Cárdenas (Agua)
  5. Rolando Bonifacio Quispe (Gana Ayacucho)

Alcaldes anteriores
- Fredy Contreras Barrientos
- Juan Contreras Marmolejo.
- Irineo de la cruz.
- 1999-2002: Alberto Mauricio Huamán.
- 2003-2006: Paulino Calle Huayllahuamán.
- 2007-2010: Juan Rolando Pacheco Huamanrimachi.
- 2011-2014: Juan Rolando Pacheco Huamanrimachi.
- 2015-2018: Juan Rolando Pacheco Huamanrimachi.

## Medio ambiente
Huamanguilla tiene establecida la zonificación económica ecológica (ZEE), una política de estado peruano, un proceso político y técnico-administrativo de toma de decisiones concertadas en los actores sociales, económicos, político y técnico para la ocupación ordenada y uso sostenible del territorio, la regulación y promoción de la localización y el desarrollo sostenible de los asentamientos humanos.

## Patrimonio

### Arqueológico
- Condormarca

Sitio arqueológico donde se puede ver un cóndor tallado en piedra, el Baño del Inca y el Lavadero de la Virgen. 

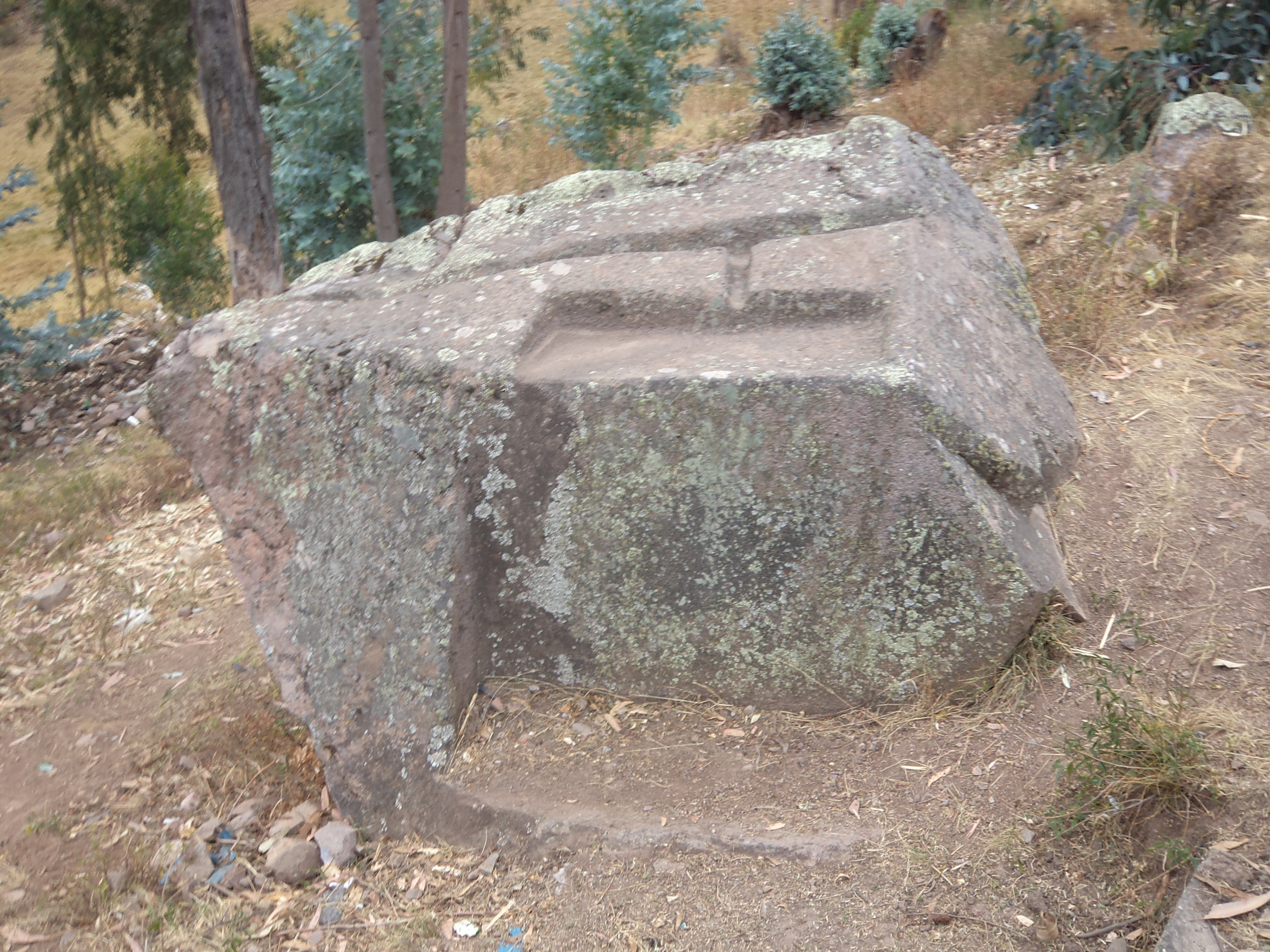
Lavadero de la virgen

- Ccenchaccencha

Lugar arqueológico con chullpas. Ubicado a 15 minutos de Condormarca.

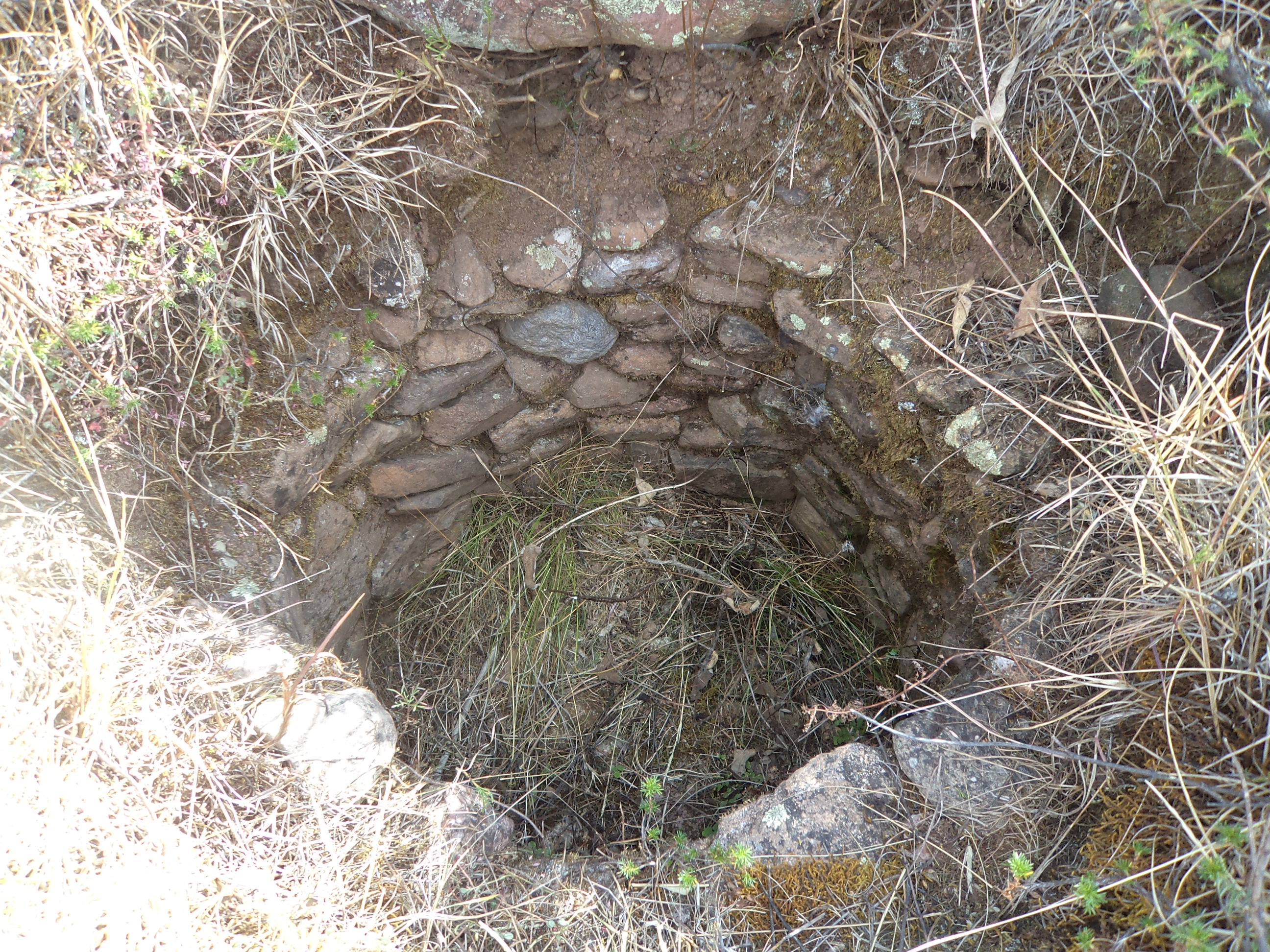
Chullpa 1
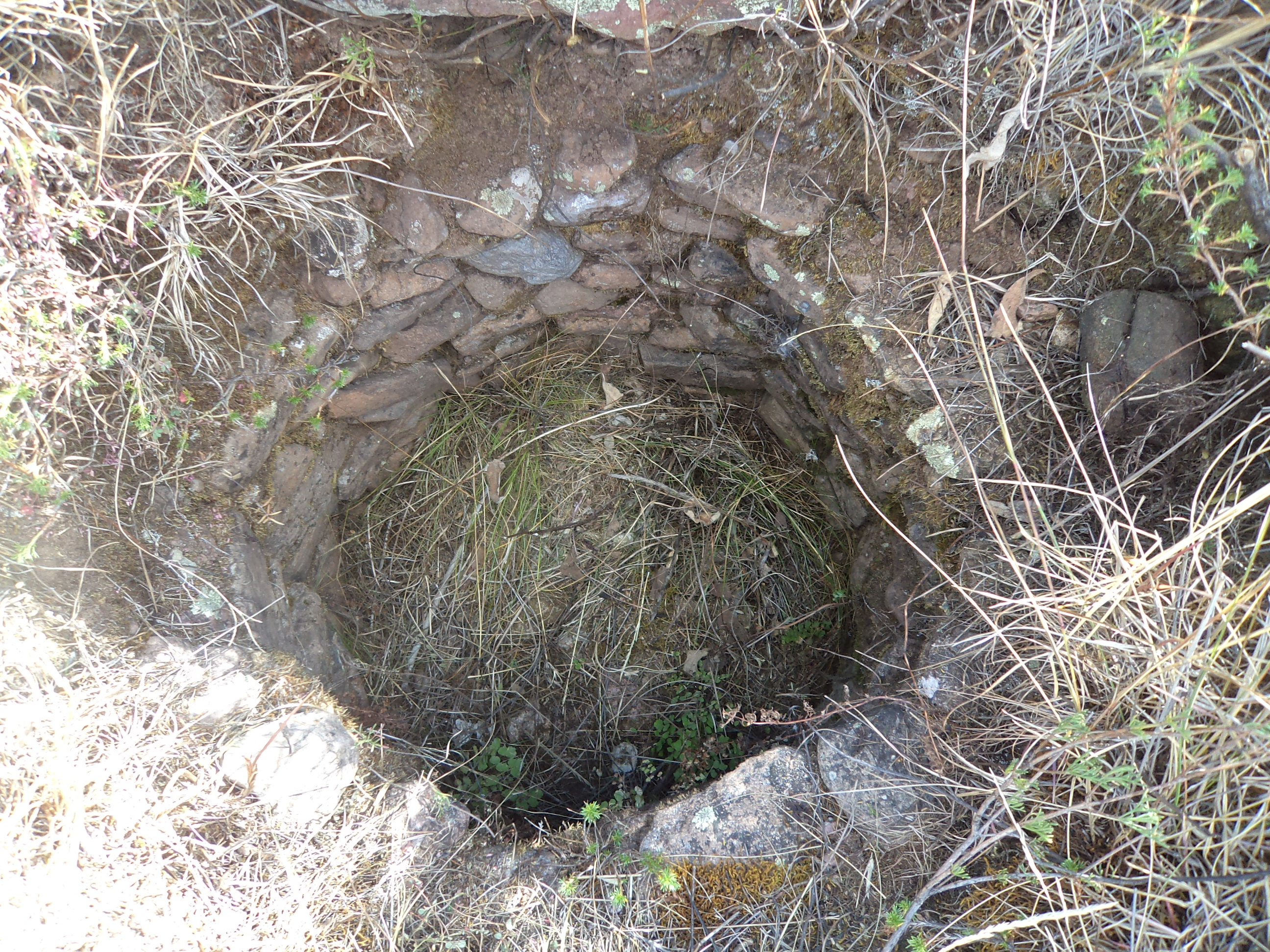
Chullpa 2

- Marayníyoc

Sitio arqueológico que se encuentra en el centro poblado Veinticuatro de Junio a unos 15 minutos de Huamanguilla en auto. En este lugar se encuentra un centro ceremonial donde se preparaba la chicha de jora. El nombre significa batán. Se encuentra también las ruinas de la hacienda La Vega, la cual 
- Incapayarjan

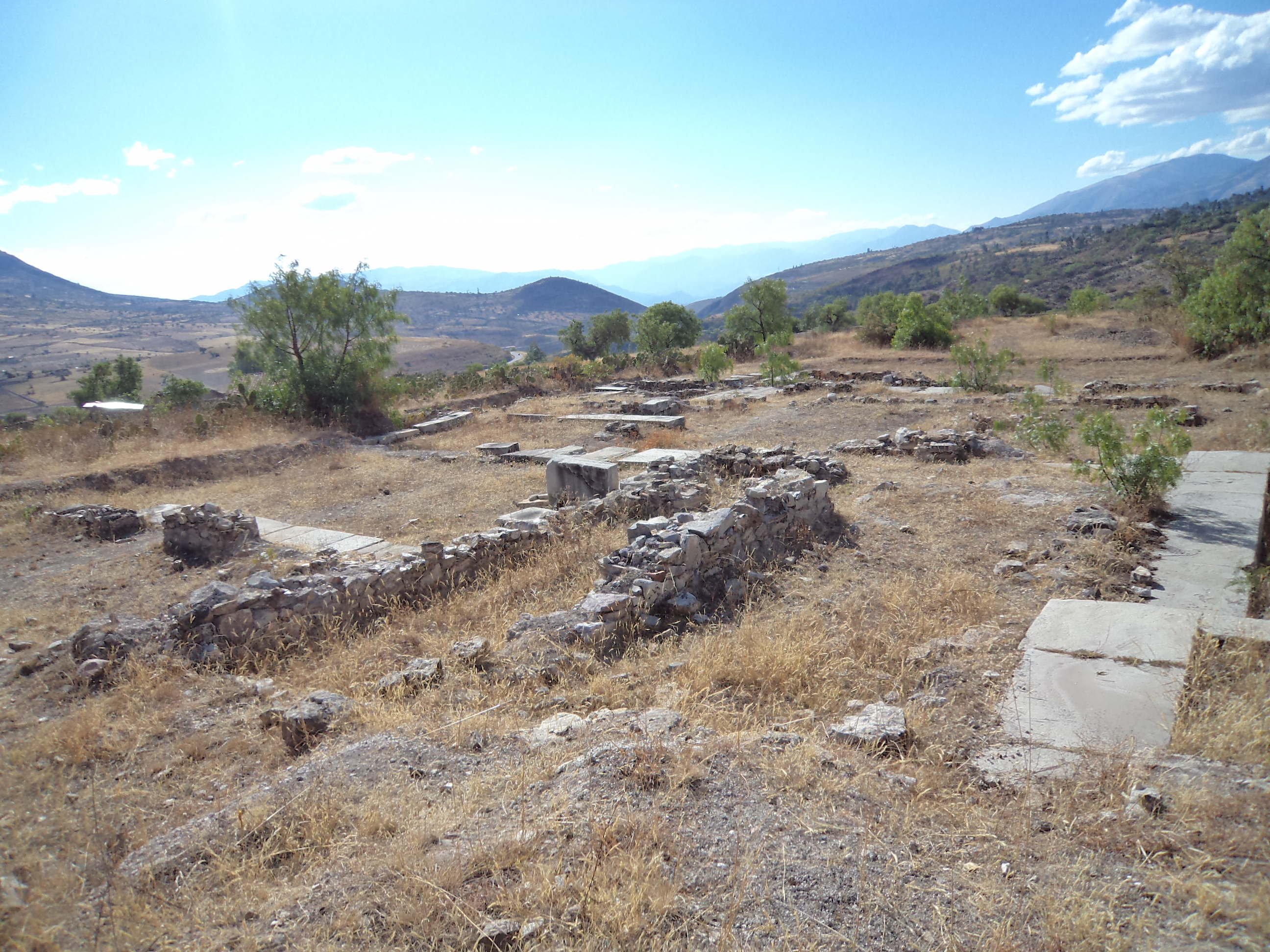
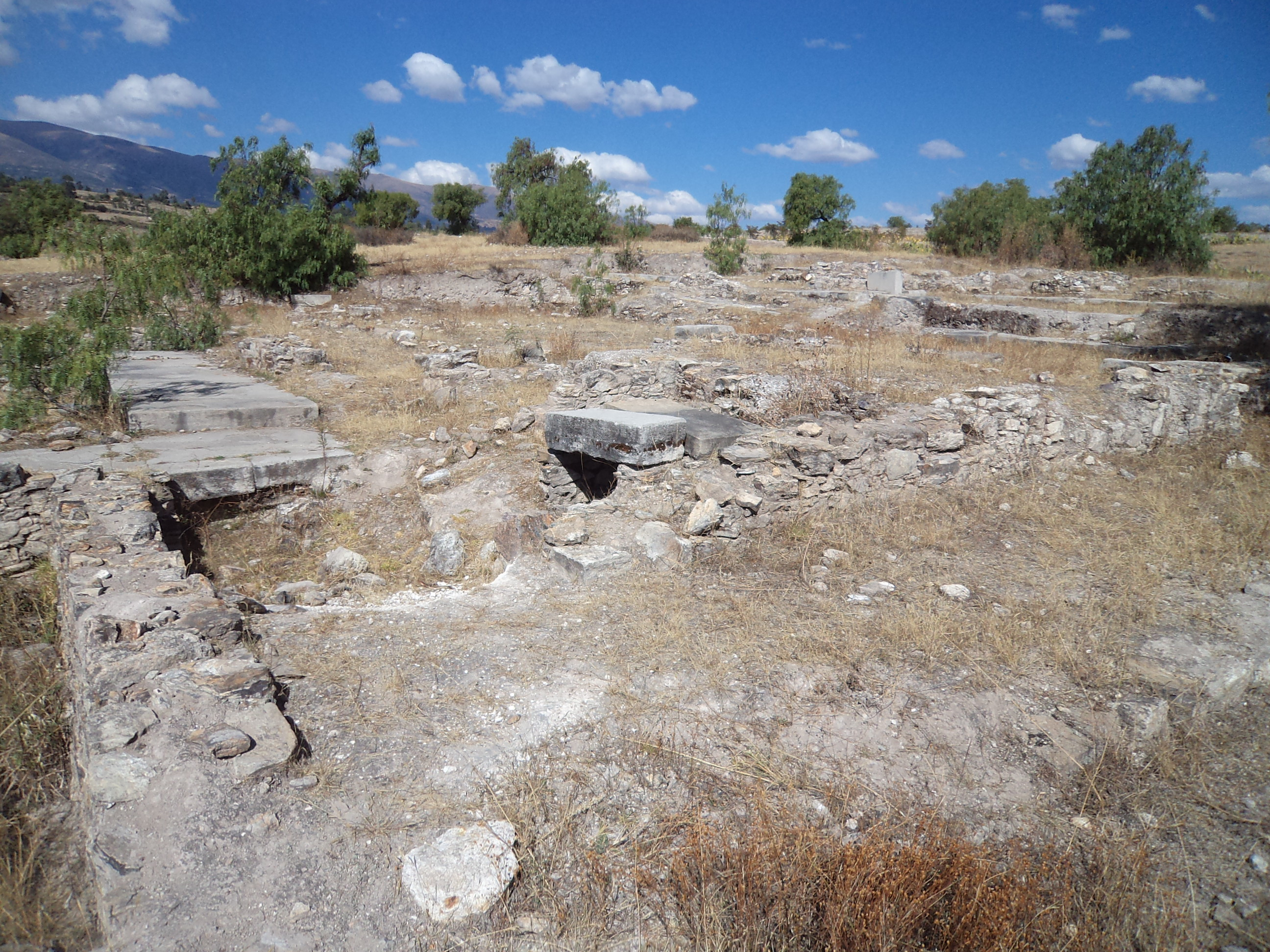
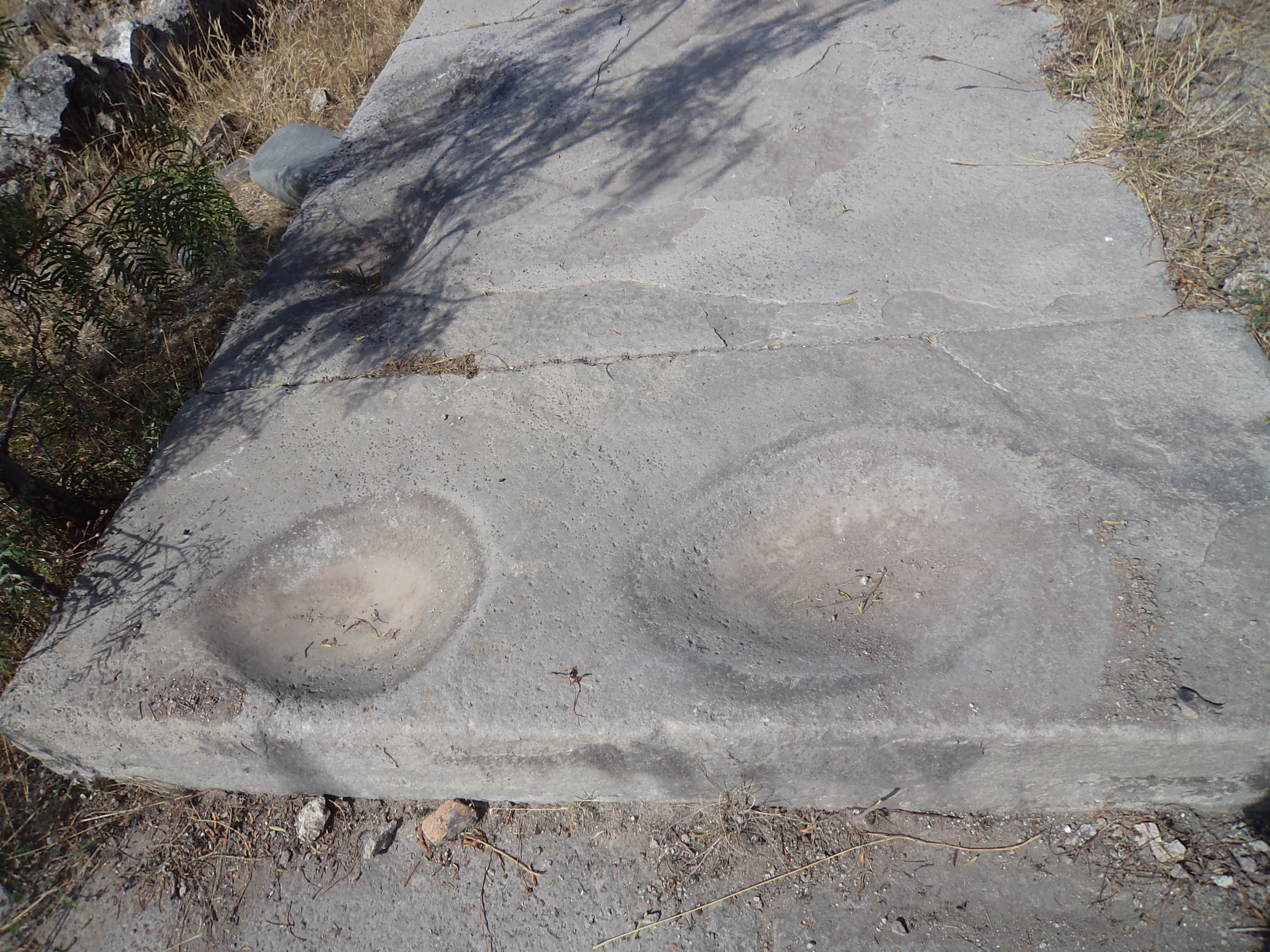

Canal de riego construido por los incas para el riego de las tierras de los Huari. Su punto de inicio se encuentra en la laguna Yanacocha que también fue construida por los incas. El canal de riego no fue concluido ya que sobrevino el inicio de la época colonial.

### Histórico
- Ruinas de La Vega

Hacienda construida con las piedras de Marayníyoc en la época colonial.

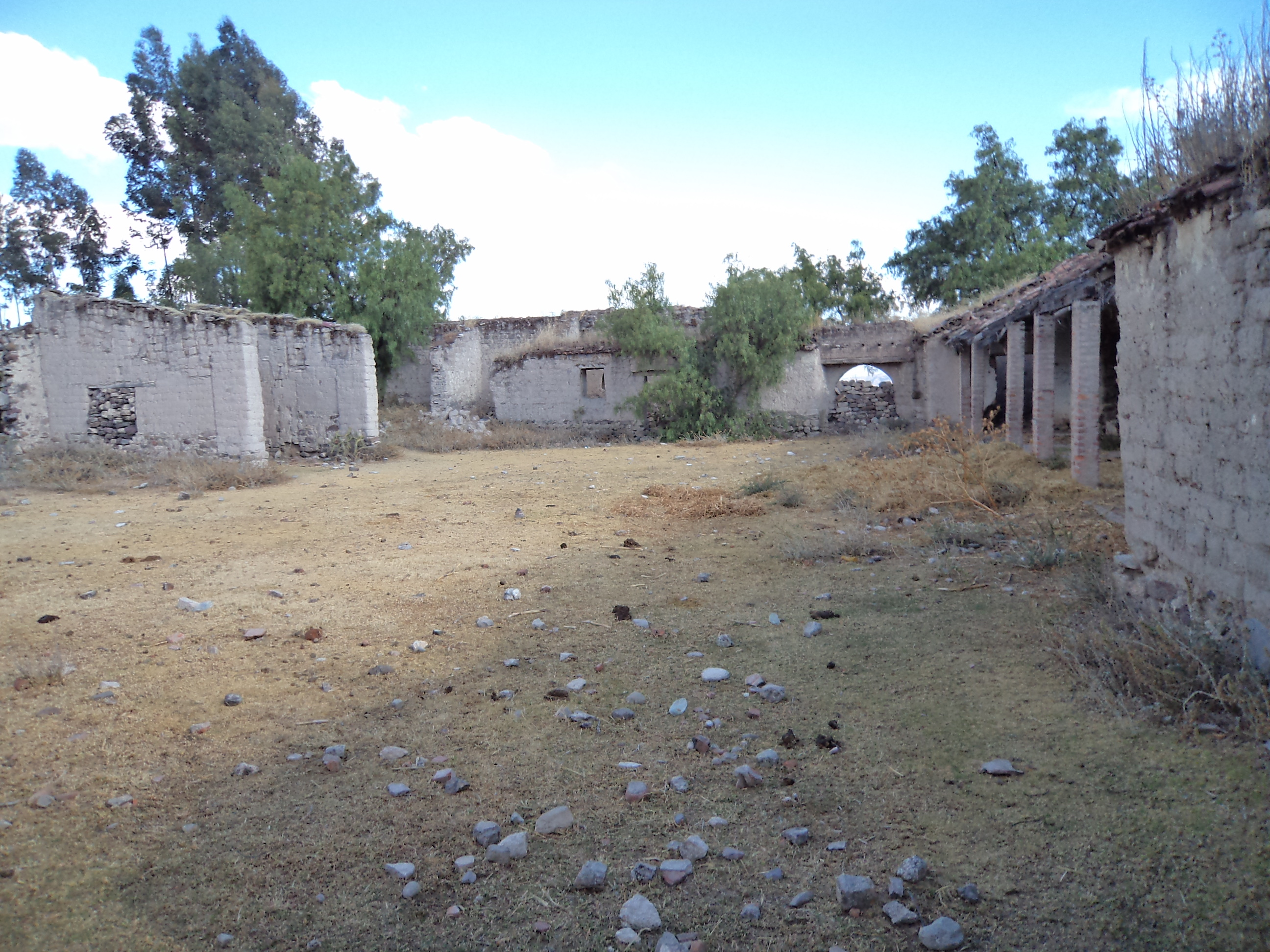
Hacienda la Vega

### Natural
- Laguna de Yanacocha

La laguna es la fuente de agua del 60% para los riegos de las tierras de cultivo. Según fuentes históricos esta laguna fue construido por los huaris y consecutivamente por los incas.  las sequías del inca (incapayaqan). En la actualidad está en construcción una represa. Tiene un criadero de truchas para consumo regional y abierto a los turistas.

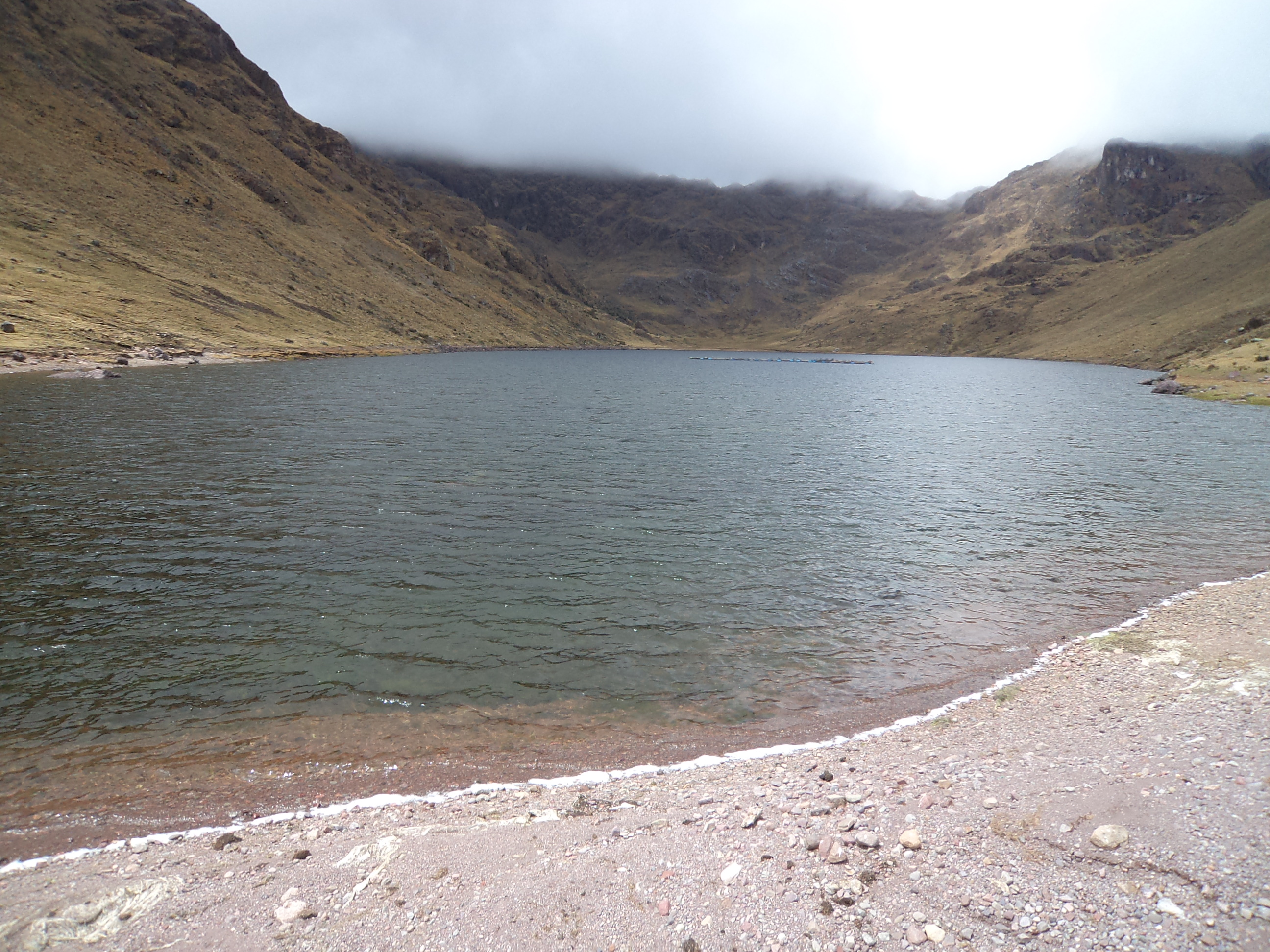
La Laguna de Yanaccocha

- Catarata de sirenachayoc

Está ubicado en el centro poblado de piticha, escondida entre un cañón con acceso a caninata a 20 minutos desde el centro poblado.

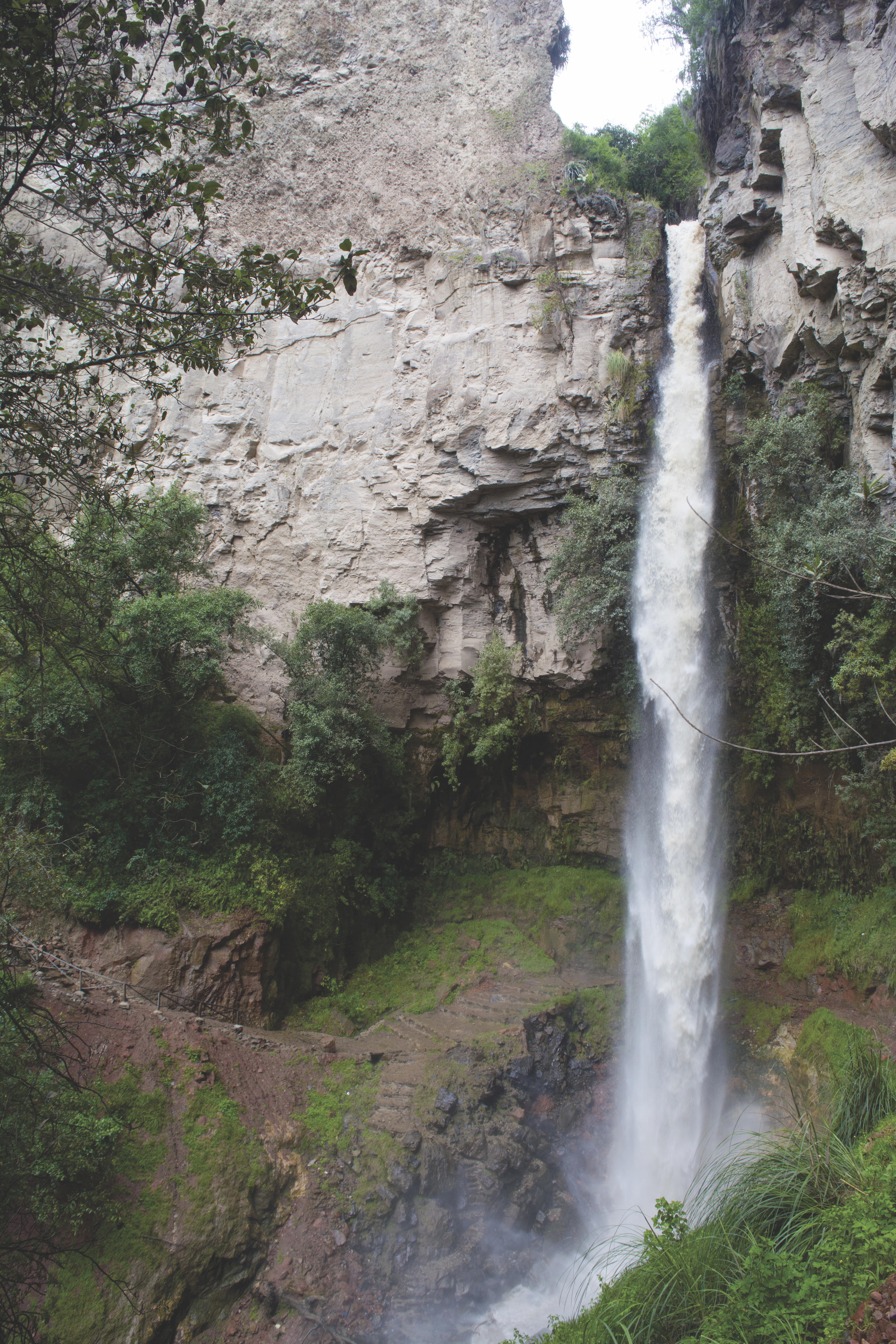

- Rostros de los guerros atrapados en puca qaqa

Los antiguos Huamanguillinos cuentan una leyenda del guerrero yanawakra, fuerte y temible. En la guerra con los quechuas huyó a las alturas acompañado por sus guerreros, es ahí que un rayo los atrapó; él convertido en cerro, su guerreros atrapados.

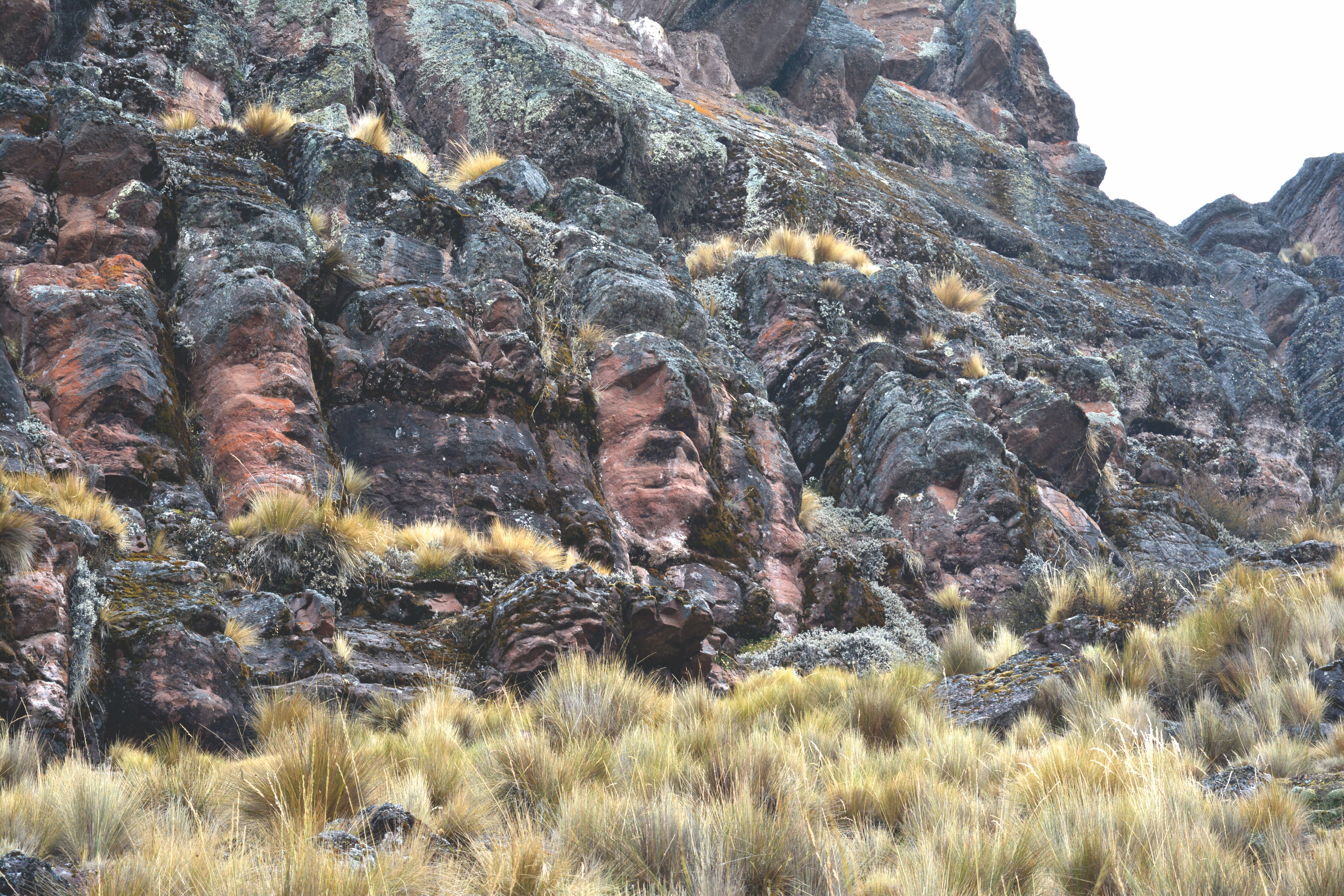

### Gastronómico
Todas las comidas y bebidas se pueden encontrar cuando hay fiestas o celebraciones o en la ferias de domingo en su mercado central.
| Comidas | Bebidas |
| --- | --- |
| - Puca picante - Atajo picante - Yuyu picante - Patachi - Mondongo - Chicharrones de chancho - Cuy chactado - Qapchi | - Chicha de jora - Tradicional chicha de molle - Upi (Zumo de cabulla) - Chicha de durazno - Chicha de cebada - Chicha de níspero |

## Festividades
En Huamanguilla se celebran una serie de costumbres y tradiciones, muchas de ellas en otra partes del Perú se celebran; la distinción que se puede resaltar es que la celebración tiene una particularidad con que lo realizan. A continuación se mencionan lo más resaltantes:
- Aniversario de Huamanguilla (29 de enero)
- Carnavales (febrero)
- Semana Santa
- Festividad de San Juan (24 de junio)
- Festividad de Virgen Perpetuo Socorro (27 de junio)
- Festividad de Virgen del Carmen (16 de julio)
- Señal de animales (1 de agosto)
- Limpieza de acequia o Yarqa aspiy, fiesta en los sectores de Chinchaysuyo y Anta.
- Festividad de Todos los Santos (2 de noviembre)
- Navidad (25 de diciembre)
- Año Nuevo (1.º de enero)

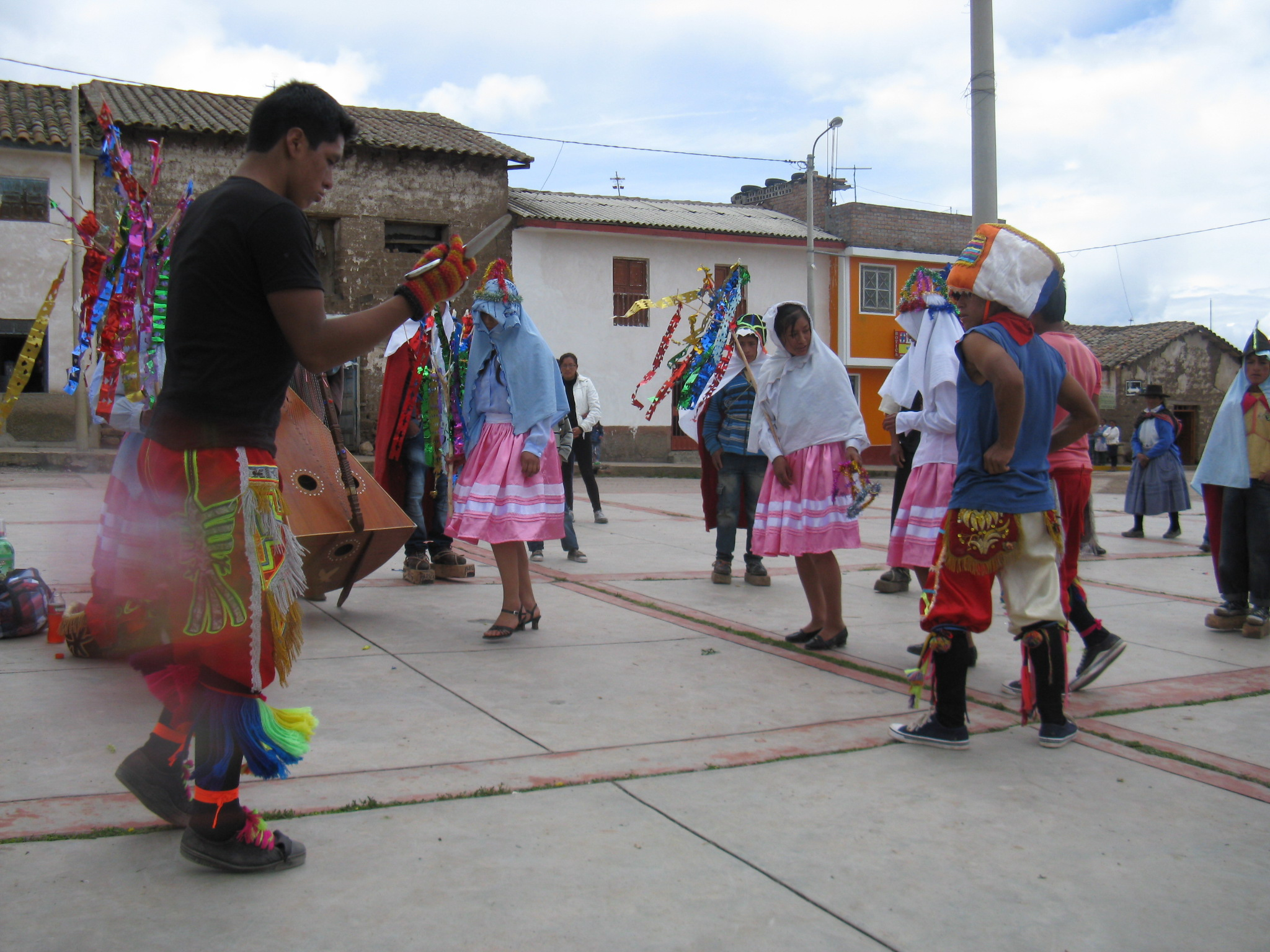
Danzas payacuna, machucuna y danza de las tijeras.
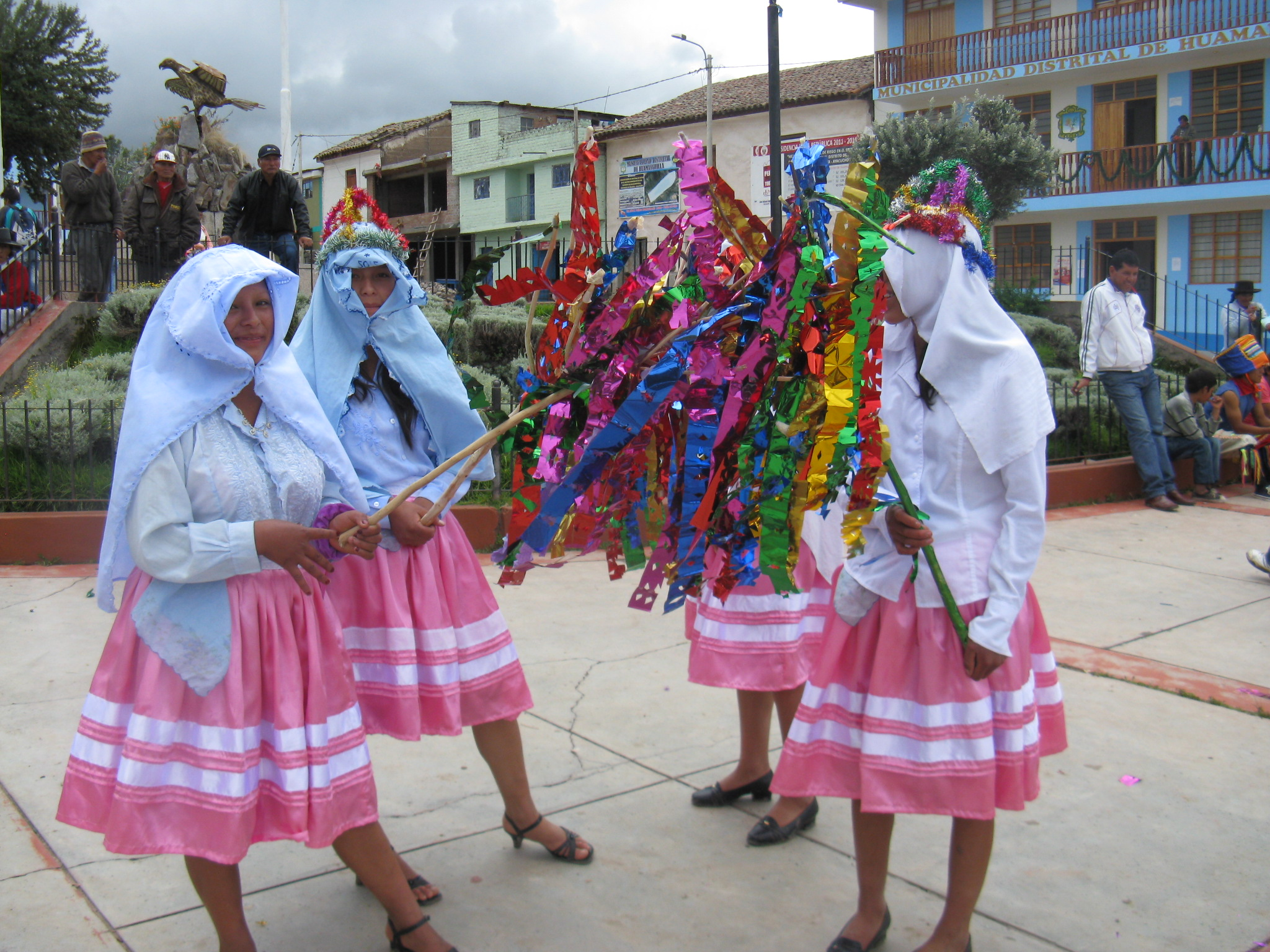
Danza payacuna en honor al niño Jesús.